# Marino Falier

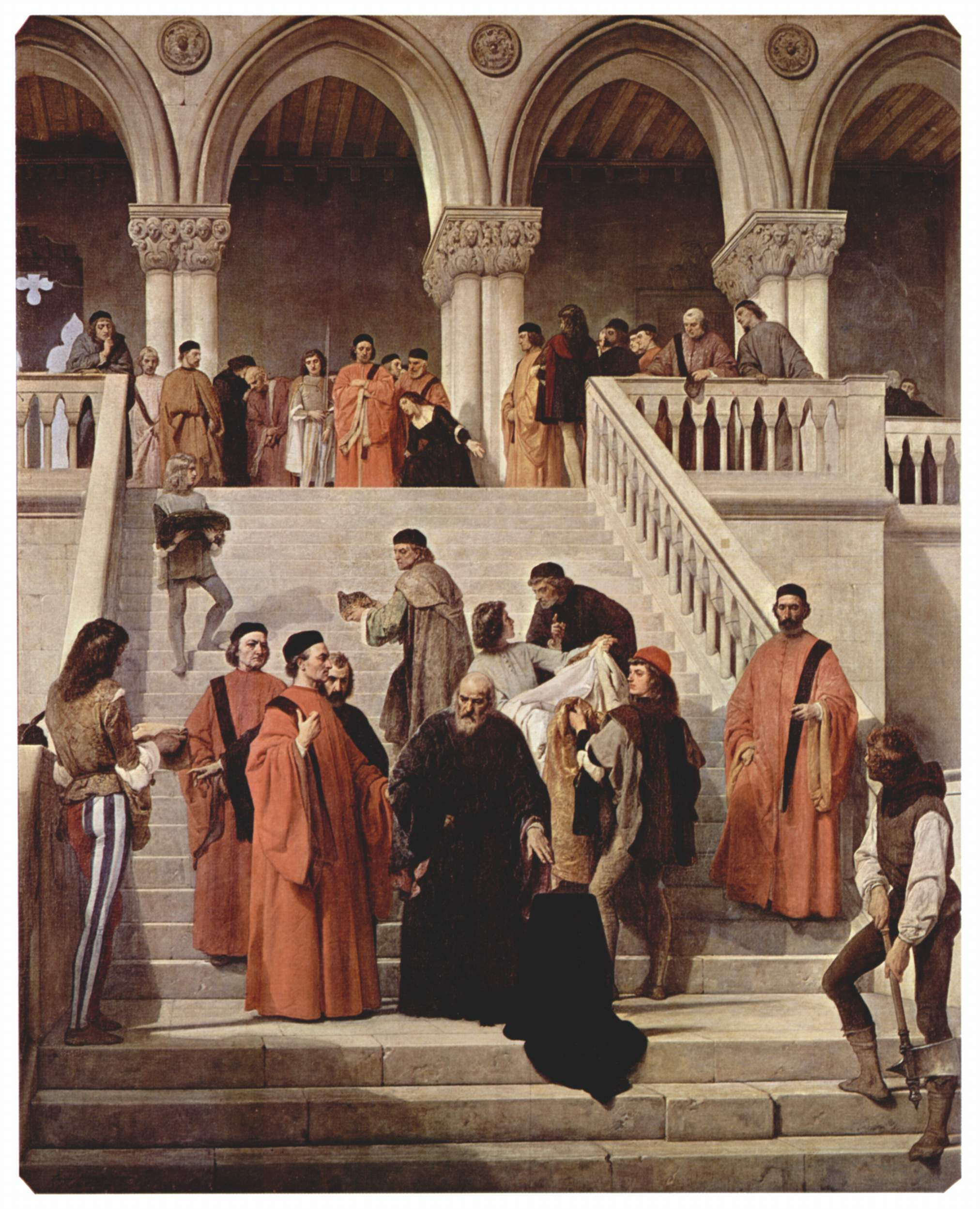
Marino Falier kivégzése

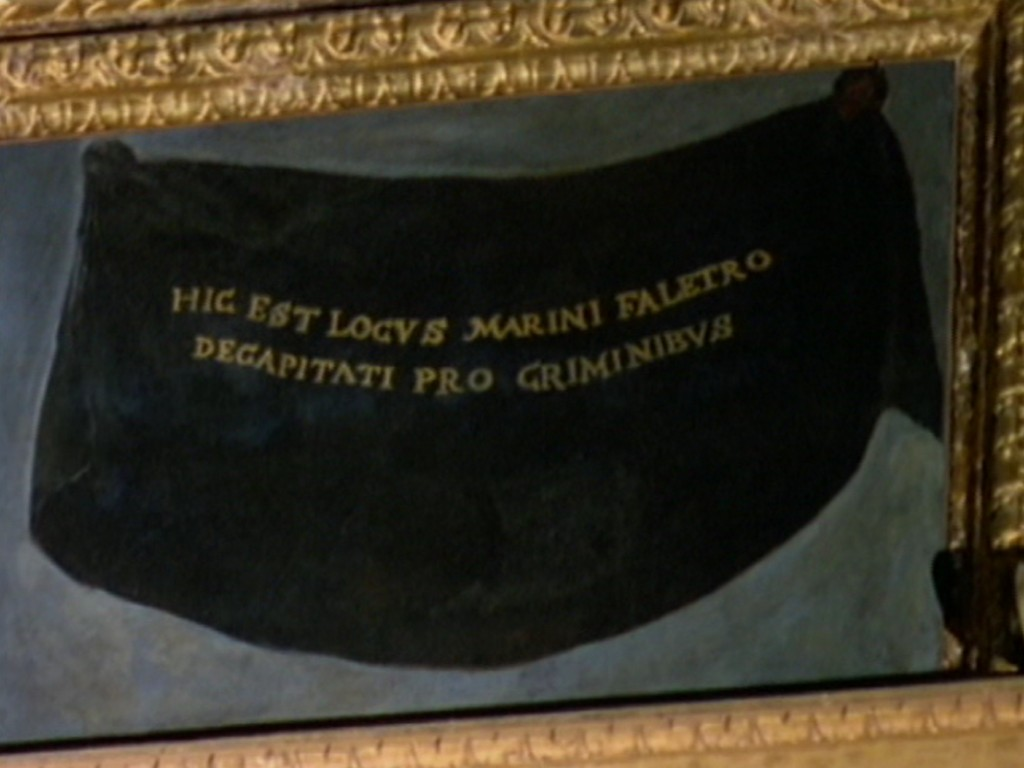
A dózse portréját helyettesítő lepel a Dózse-Palotában

Marino Falier vagy Marino Faliero (Velence, 1274 – Velence, 1355. április 17.) a Velencei Köztársaság ötvenötödik dózséja volt.

## Élete
Elődjének, Andrea Dandolónak 1354 szeptember 7-én bekövetkezett halála után egyfordulós szavazással, csaknem egyhangúlag választották meg szeptember 11-én. Megválasztása idején a nyolcvanéves Falier követként IV. Ince pápa avignoni udvarában tartózkodott. Haladéktalanul visszatért Velencébe, ahova fényes ünnepség keretében vonult be. Az eseményt beárnyékolta, hogy a köd miatt a dózse díszhajója, a Bucintoro nem a szokott helyen kötött ki, így a dózsénak és kíséretének a Piazzettán felállított két oszlop között kellett áthaladnia, ami a hagyomány szerint súlyos szerencsétlenséget jelentett. Marino Falier 1285-ben született, életének első harminc évéről nem maradtak fenn feljegyzések. Régi és előkelő családból származott, Ordelafo Faliero, a 12. század elején uralkodó dózse egyik leszármazottja volt. Harmincévesen beválasztották a Tízek Tanácsa tagjai közé, ahol fő feladata a Baiamonte Tiepolo-féle összeesküvés kivizsgálása volt. Ezután számos állami posztot töltött be, ezek között voltak politikai és katonai megbízások is. Lesina, Brazza és Treviso podestája volt, Negroponte kormányzója, Velence teljhatalmú megbízottja a Genova elleni Veronával és Ferrarával kötött szövetségben. Ezenkívül tengeren és szárazföldön is sikeres hadvezér volt. Feladatait mindig elvégezte, nevezetes volt hatalmas munkabírásáról. A források szerint hirtelen haragú ember volt, egy alkalommal felpofozta Treviso püspökét, mert elkésett egy rendezvényről, amelyen a város podestájaként elnökölt. Birtokai voltak padovai és ferrarai területeken, ezenkívül kereskedelemmel is foglalkozott, aminek köszönhetően komoly vagyont halmozott fel. Fűszerekkel, gabonával, fával, timsóval és szövetekkel kereskedett, üzlettársa Ordelaffo nevű testvére volt.

## Az összeesküvés
Marino Falier volt az egyetlen velencei dózse, akit államellenes összeesküvés miatt egy bírósági eljárás után halálra ítéltek és kivégeztek. Arra, hogy mi volt az összeesküvés valódi oka nincsenek egyértelmű források. A hagyomány szerint a tervezett államcsínynek az volt az oka, hogy néhány fiatal patrícius megsértette a dózse feleségét, de ez csak véletlen egybeesés lehetett, mert a dózse tapasztalt államférfi volt, és pontosan fel tudta mérni az esemény súlyát. Hat fiatal, Michele Steno (a későbbi dózse), Pietro Bollani, Rizzardo Marioni, Moretto Zorzi, Miceletto da Molin, és Maffeo Morosini egy ünnepségen tiszteletlenül viselkedett a dogaressa egyik udvarhölgyével, ezért a dózse kizavarta őket a rendezvényről. Válaszul Steno egy gúnyverset írt a dózse Nagy Tanácsteremben álló székére, amelyben kétségbe vonta a dogaressa házastársi hűségét. A Negyvenek Tanácsa Stenot tíznapi, Bollanit és Marionit kevesebb mint egy hét börtönre ítélte. Az enyhe ítélet nem volt kirívó eset, a hasonló cselekményeket nem tekintették komoly bűnnek, a vétkeseket gyakran csak pénzbírságra ítélték. Ezzel a dózse is tisztában volt, ezért is valószínűtlen a feltevés, hogy az összeesküvés oka személyes sértettség volt az állam felé, amiért nem védte meg a becsületét.
Uralkodása kezdetén a portolongói vereség következményeit kellett felszámolnia és valamilyen módon egyezségre kellett jutnia a győztes Genovával. Velence számára a vereségnek komoly gazdasági következményei voltak, visszaesett a kereskedelem, és a város lakosságának jelentős része az államot vezető arisztokratákat okolta a kialakult helyzetért. A velenceiek feltételezhetően támogattak volna egy hatalomátvételt, ha az véget vetett volna a folyamatos háborúskodásnak, amely komoly anyagi áldozatokat követelt. Másrészről a dózse egy parancsoláshoz szokott energikus ember volt, akinek lehetőségeit nagymértékben leszűkítették az államfői hatalmat korlátozó szigorú törvények. Feltehetően az volt a terve, hogy dinasztikus módon örökíti tovább hatalmát úgy, hogy halála után unokája, Fantino legyen a következő uralkodó. Úgy itélte meg, hogy a lakosság erejét fel tudja használni céljai érdekében, így szövetkezett az úgynevezett popolo grassóval, a hatalomból teljesen kizárt tehetősebb polgárokkal. A hatalomátvételt 1355 április 15-ére tervezték. A dózse cinkosai Bertuccio Isarello a gazdag hajótulajdonos, Isarello apósa Filippo Candelario szintén hajótulajdonos és kőfaragó, valamint egy bizonyos Vendrame, egy gazdag szőrmekereskedő voltak. Azt tervezték, hogy a fellázított lakosokkal megrohanják a Szent Márk teret, elfoglalják a Dózse-Palotát, lemészárolják a tanácstagokat, majd a dózsét Velence teljhatalmú urává nevezik ki. Az összeesküvés tervei azonban eljutottak egy bizonyos Nicolò Lionhoz, aki azonnal értesítette a hatóságokat, majd ahogy a hírek terjedtek a dózse is hamar gyanúba került. Filippo Calendariót elfogták és kihallgatták, így bizonyossá vált a dózse szerepe a tervezett államcsínyben. A nemesek gyorsan felfegyverkeztek, eltorlaszolták a Szent Márk-térre vezető utakat, Marco Corner admirális, későbbi dózse vezetésével pedig bárkákkal akadályozták meg a hajók mozgását a csatornákban és a lagúnában. Az összeesküvés így harc nélkül elbukott. Másnap, április 16-án összehívták a Tízek Tanácsát, és tekintettel az esemény súlyára tagjainak számát hússzal megnövelték. A dózsét és cinkosait letartóztatták és a tanács elé vezették. Bertuccio Isarellót és Filippo Calendariót kilenc másik társukkal együtt még aznap felakasztották a Dózse-Palota a Piazzetta felé eső oldalán lévő loggiára. Egy nappal később a bíróság a dózsét fejvesztésre ítélte. Az ítéletet zárt kapuk mögött hajtották végre, napnyugtakor, a palota díszlépcsőjén, ott ahol Falier hét hónappal azelőtti megkoronázásakor esküt tett. A holttestet egy napra közszemlére tették, a majd egy gondolával elszállították és a Santi Giovanni e Paolo-templom egyik kápolnájában egy kőszarkofágban helyezték el. Később a szarkofágot eltávolították a kápolnából és víztartálynak használták a közeli kórházban, végül a Fondaco dei Turchi loggiájában helyezték el, ahol ma is látható. A Tízek Tanácsa utasítására az összeesküvés elfojtását körmenettel ünnepelték meg. Szintén a Tízek Tanácsa parancsára a Dózse-palotában Falier portréját leszedték a Nagy Tanácsteremben található arcképcsarnokból. Helyette egy fekete lepel látható a következő felirattal: „Hic est locus Marini Faletri, decapitati pro criminibus” - Itt a helye Marino Faliernek, akit bűnei miatt lefejeztek.
| Előző uralkodó: Andrea Dandolo | Velencei dózse 1354 - 1355 | Következő uralkodó: Giovanni Gradenigo |